# Menecles portacrus
Menecles portacrus är en insektsart som beskrevs av Rolston 1973. Menecles portacrus ingår i släktet Menecles och familjen bärfisar. Inga underarter finns listade i Catalogue of Life.